# Euschemon
Euschemon is een monotypisch geslacht van vlinders uit de familie van de dikkopjes (Hesperiidae).

## Soort
- Euschemon rafflesia Macleay, 1826